# Трка у наоружању
Израз трка у наоружању у својој првобитној употреби означава такмичење између две или више страна које имају најразвијеније наоружање. Свака стране се такмичи да произведе веће количине оружја, веће армије или напреднију војну технологију у ескалацији технологије.
Стручњак за међунарне конфликте, Тереса Клер Смит, дефинише термин као „учествовање две или више националних држава у очигледно такмичарском или интерактивном повећању у квантитету или квалитету ратног материла и/или наоружаних људи“.
У скорије време, термин се највише користи да опише било које такмичење где не постоји апсолутни циљ, само релативни циљ остајања у рангу са другим такмичарима, најосновније, циљ обезбеђивања „бољег“.

## Примери трка у наоружању

### Морнаричка трка у наоружању у Првом светском рату
Између 1891. и 1919, одиграла се трка у наоружања између неколико европских земаља, укључујући Прусију, Француску, Русију и неколико других држава. Конкретно, немачка завист на британску супериорнију морнарицу пре Првог светског рата резултовала је скупим такмичењем у прављењу дреднот-класе бродова. Ова напета трка у наоружању трајала је до јуна 1914, када, након што су се два супротстављена блока сукобила, светски рат је отпочео. После рата, нова трка у наоружању је развијена међу победничким савезницима. Вашингтонски поморски уговор једино је делимично могао да оконча трку. Пре Првог светског рата, дреднот трка у наоружању такође је избила у Јужној Америци.

### Трка у нуклеарном наоружању
Трка у нуклеарном наоружању развила се у току Хладног рата и представљала је напети период између Совјетског Савеза и Сједињених Држава. То је био један од главних узрока који су изазвали Хладни рат. На обе стране, уочене предности противника (као што је „јаз пројектила“) водиле су већој производњи оружја и војне опреме и складиштењу већих нуклеарних арсенала. Ратови застрашивањем вођени су широм света (нпр. у Средњем истоку, Кореји, Вијетнаму) у којима су суперсиле једне против других користиле конвенционално оружје. Након распада Совјетског Савеза и завршетка Хладног рата, тензије су смањене и нуклеарни арсенал обеју држава је смањен.

## Друге употребе
Више генерички, термин трка у наоружању користи се да опише било које такмичење где не постоји апсолутни циљ, само релативни циљ остајања у рангу или знању са конкуренцијом. Трка у наоружању може такође да се односи и на узалудност како такмичари троше доста времена и новца, опет завршавајући у истој ситуацији као да никад и нису започели било какву трку у наоружању,
Еволуциона трка у наоружању је систем где се две популације развијају у циљу континуираног остајања у рангу са другом популацијом. Пример овога је ескалација отпора дроги у патогенима истим степеном као што је ниво коришћења јачих дрога.
Ово је повезано са Ред квиновим ефектом, где две популације се упоредо развијају да савладају једна другу али не успевају да постигну апсолутни напредак.
У технологији, постоје ближе аналогије трци у наоружању између паразита и домаћина, као што је трка у наоружању између програмера компјутерског вируса и програмера антивирус софтвера, или спамера против интернет провајдера и програмера софтвера е-поште.
На аргумент трке у наоружању се често позивају заговорници контроле оружја, посебно у Сједињеним Државама где је расправа највише поларизована.